# Óscar Arias Sánchez
Óscar Rafael de Jesús Arias Sánchez (Heredia, 13 settembre 1940) è un politico costaricano, ex Presidente della Repubblica di Costa Rica, che ottenne il Premio Nobel per la pace nel 1987.
Ha ricoperto il ruolo di Presidente della Repubblica dal 1986 al 1990, ed è stato rieletto per la seconda volta nelle elezioni del 2006. Il suo secondo mandato è terminato nel 2010. Gli è succeduta nell'incarico Laura Chinchilla Miranda. Nel 1987 ha ricevuto il Premio Nobel per la Pace per gli sforzi contro le agitazioni politiche in molti paesi dell'America centrale. Tra i suoi meriti spicca quello di aver convinto il confinante Panama a rendersi anch'esso un paese senza forze armate, creando così la frontiera più sicura al mondo.

## Studi
Studiò diritto ed economia all'Universidad de Costa Rica. La sua tesi di laurea fu "Gruppi di Pressione in Costa Rica" ("Grupos de Presión en Costa Rica") che gli valse, nel 1971, il Premio Nazionale di Saggio.
Nel 1967 conseguì il Master in Scienze Politiche, all'Università dell'Essex, in Inghilterra. Presentò la tesi "Uno studio sulla leadership formale in Costa Rica" ("Un Estudio sobre el Liderazgo Formal en Costa Rica"), il quale fu il primo di molti saggi sulla politica che scrisse.
Nel 1974 ricevette il Dottorato in Scienze Politiche, sempre ad Essex. Dopodiché, come professore, insegnò all'Universidad de Costa Rica.
Il 14 agosto 2009 viene diffusa la notizia che Arias Sanchez ha contratto l'influenza A/H1N1 2009 (colloquialmente influenza suina).